# Proposition 19
La proposition 19 (en anglais : Proposition nineteen), connue également sous le nom d'Acte de Régulation, du Contrôle et de Taxe du Cannabis de 2010, est une proposition de loi votée par référendum le 2 novembre 2010 en Californie. Le projet de loi propose de légaliser différentes activités liées au cannabis, de donner le droit aux gouvernements locaux de les réguler et leur permettre d'imposer et de collecter des taxes, ainsi qu'autoriser certaines sanctions pénales et civiles.
En mars 2010, elle remplit les conditions pour être incluse dans le référendum étatique de novembre. Elle est rejetée le 2 novembre 2010, avec  53,9 % du vote populaire, contre 46,1 % en faveur du « oui ». Six ans plus tard, une proposition similaire rend légal le cannabis californien.

## Effets du projet de loi
Selon l'analyse de l'État de Californie, le projet de loi aurait eu pour conséquences :

### Légalisation des activités personnelles liées au cannabis
Les personnes majeures âgées d'au moins 21 ans :
- Pourront posséder jusqu'à 28 grammes (une once) de cannabis pour usage personnel.
- Pourront consommer du cannabis dans un lieu non-public comme son domicile ou un établissement public autorisé (disposant d'une licence) pour la consommation de cannabis.
- Pourront faire pousser du cannabis dans un lieu privé, sur une surface équivalente à 2,3 m², pour usage personnel.

### Régulation du Gouvernement Local de la production commerciale et de la vente
- Le Gouvernement Local pourra autoriser la vente au détail jusqu'à 28 de grammes (1 once) de cannabis par transaction, ainsi que fixer l'horaire et le lieu de la vente.
- Le Gouvernement Local pourra autoriser de plus grandes quantités de marijuana pour la culture et la possession personnelle, ou bien pour sa cultivation commerciale, son transport et sa vente.
- Le Gouvernement Local permet le transport de la marijuana d'un établissement autorisé d'une ville ou d'un comté à un établissement autorisé dans une autre ville ou comté, sans tenir compte des lois locales des localités intermédiaires sauf avis contraire.

### Imposition et collecte des taxes et des frais
- Autorise la collecte de taxes pour permettre au gouvernement local de lever des revenus ou pour compenser quelconque coûts liés à la régulation du cannabis.
- Autorisation de sanctions pénales et civiles
- Maintient les lois en vigueur contre la vente de drogue à un mineur et la conduite sous influence du cannabis.
- Maintient le droit d'un employeur de traiter la consommation de cannabis comme élément affectant les performances de l'employé.
- Maintient les lois en vigueur contre le transport de cannabis à travers les États et les pays.
- Toute personne de 18 ans qui vend ou fournit sciemment du cannabis à une personne de moins de 14 ans, encourt une peine de prison de 3, 5, ou 7 ans.
- Toute personne de 18 ans qui vend ou fournit sciemment du cannabis à une personne de plus de 14 ans mais ayant moins de 18 ans, encourt une peine de prison de 3, 4, ou 5 ans.
- Toute personne de 18 ans qui vend ou fournit sciemment du cannabis à une personne de plus de 18 ans mais ayant moins de 21 ans, encourt une peine de prison pouvant aller jusqu'à 6 mois et une amende maximum de 1 000$ par délit.
- Toute personne qui possède une licence ou qui est autorisée à vendre du cannabis, et qui en vend ou en fournit sciemment à une personne de moins de 21 ans se voit interdire pendant une durée d'un an de posséder, d'opérer ou d'être employé dans un établissement ayant licence pour la vente de cannabis.

### Impact fiscal
Avant l'année 2010, le déficit du budget de l'État de Californie s'est creusé au point de devenir le plus important de tous les États américains. Le fisc' Californien  («State Board of Equalization») a estimé qu'imposer une taxe de 50$ par once (28 grammes) de cannabis vendue pourrait générer en une année 1,4 million de dollars comme nouveau revenu, créant ainsi une somme considérable au moment où la Californie connaît une pression financière importante.
Selon le bureau du State Legislative Analyst, le projet de loi entraînerait un impact fiscal suivant :
- Des économies importantes pour l'État et les gouvernements locaux, potentiellement à hauteur de dizaines de millions de dollars annuels, grâce à la réduction du nombre d'individus incarcérés ou en liberté conditionnelle.
- Les cellules actuellement occupées par des délinquants liés au cannabis pourraient être utilisées pour d'autres criminels, beaucoup d'entre eux étant libérés plus tôt à cause d'un manque de place dans le milieu carcéral.
- Une réduction importante des coûts locaux et pour l'État pour l'application des délits concernant la marijuana et une réductions des coûts judiciaires liés, permettant d'utiliser les fonds pour mettre en application d'autres lois pénales existantes.
- Augmentation potentielle des coûts des programmes de désintoxication en raison de l'augmentation spéculée de l'utilisation de cannabis, et ayant probablement pour effet de réduire les coûts des traitements obligatoires pour certains délinquants, ou donnerait lieu à la réorientation de ces fonds pour d'autres délinquants.
- La mesure pourrait potentiellement réduire les coûts et les revenus de compensation du programme de l'État sur le cannabis médical, puisqu'il serait moins probable que les adultes majeurs de plus de 21 ans participent au programme existant, le cannabis étant en libre vente pour de tels patients.
- La mesure offrirait plus de revenus additionnels grâce à la fiscalisation des ventes et des entreprises faisant le commerce du cannabis.
- Une réduction des amendes récoltées sous la loi de l'État actuelle mais une possible augmentation des amendes civiles locales, autorisées par les lois locales existantes. Toutefois, l'effet d'accumulation par rapport aux amendes est pour le moment méconnu.

## Résultat
La proposition 19 fut rejetée le 2 novembre 2010 avec 53,9 % du vote populaire.
La mesure était pourtant populaire il y a encore quelques semaines, perçue entre autres comme un bon moyen de renflouer les caisses déficitaires de l'État. Les électeurs les plus jeunes, plus favorables à ce projet de loi, n'ont pas pu compter sur le vote des indécis qui aurait pu permettre de faire pencher la balance en faveur du "oui".
Pourtant soutenue par beaucoup de figures locales, les deux candidats démocrate et républicain au poste de gouverneur de l'État de Californie étaient contre la proposition 19.